# Monogynella gigantea
Monogynella gigantea là một loài thực vật có hoa trong họ Bìm bìm. Loài này được (Griff.) Chrtek mô tả khoa học đầu tiên năm 1992.